# Карачарово (Ярославская область)
Карачарово (по топокарте Корочарово) — деревня Фоминского сельского округа Константиновского сельского поселения Тутаевского района Ярославской области .
Деревня находится к югу от Тутаева и к юго-западу от посёлка Константиновский. Она расположена с западной стороны дороги, следующей от Тутаева на юг к посёлку Чёбаково. С северо-востока от Карачарова стоят деревни Баскачево и Новое. С южной стороны от Карачарова железнодорожная ветка промышленного назначения, следующая от станции Чёбаково к Тутаеву и Константиновскому делает крутой поворот с северного на северо-восточное направление. На западной окраине Карачарова находится исток реки Медведка, которая вместе с Накринкой образуют Рыкушу. На запад от Карачарова находится Парфенково и другие деревни Артемьевского сельского поселения .
Деревня указана на плане Генерального межевания Борисоглебского уезда 1792 года. В 1825 Борисоглебский уезд был объединён с Романовским уездом. По сведениям 1859 года деревня относилась к Романово-Борисоглебскому уезду .
На 1 января 2007 года в деревне Карачарово числилось 2 постоянных жителя . По карте 1975 г. в деревне жило 10 человек. Почтовое отделение, находящееся в городе Тутаев, обслуживает в деревне дома на Лесной улице .